# Watan
Watan (arabisch وطن, DMG waṭan, Plural autan / أوطان / auṭān) ist ein arabisches Wort. Der Begriff heißt so viel wie „Vaterland“, „Heimatland“ oder „Nation“ und spielt in der arabischen Politik des 20. und 21. Jahrhunderts eine große Rolle. Ursprünglich bezeichnete das Wort lediglich den Geburts- oder Wohnort, vergleichbar dem mittelalterlichen Gebrauch des lateinischen Worts patria. Im 19. Jahrhundert wandelte sich im Gefolge der französischen Revolution und der Verwestlichung der orientalischen Welt, die in der Ära des Tanzimat eingeleitet und befördert wurde, zu seiner heutigen Bedeutung.
Der von der Baath-Partei und anderen arabischen Nationalisten verwendete Begriff al-watan al-ʿarabi / الوطن العربي / al-waṭan al-ʿarabī wird gewöhnlich mit „Das arabische Vaterland“ oder „arabische Heimat“ übersetzt. Er bezieht sich auf die Gesamtheit der arabischen Welt bzw. aller arabischen Länder innerhalb der Arabischen Liga.
Die Bezeichnung Türk vatanı ist demgegenüber das türkische Heimatland.

## Arabisches Vaterland

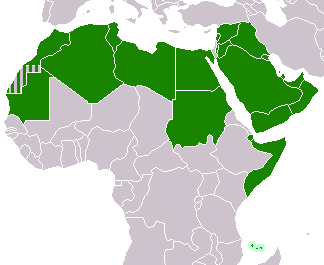
Länder der Arabischen Liga

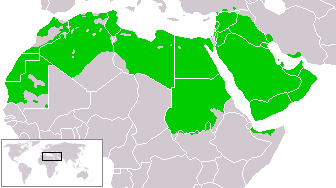
Das Siedlungsgebiet der Araber

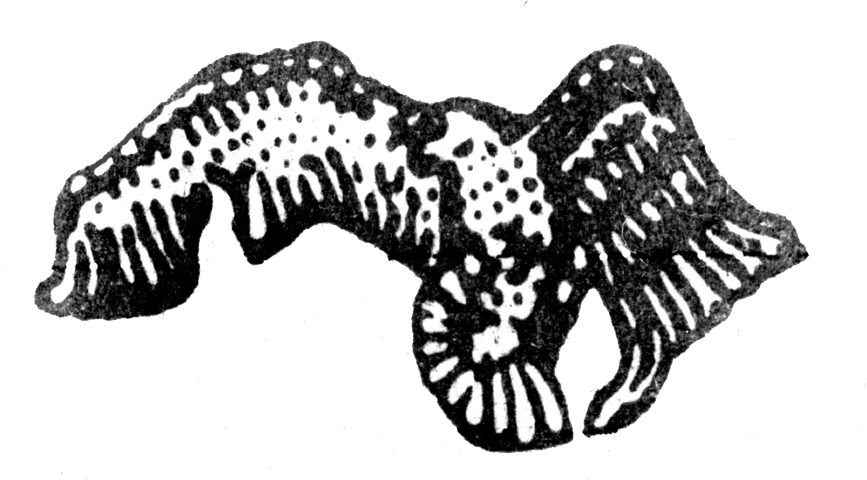
Die arabischen Länder als Saladin-Adler, irakisch-baathistische Darstellung

Die Verwendung arabischer Begriffe, die als Pendant zu den politischen Kategorien Nation, Volk und Vaterland gebräuchlich sind, ist nicht einheitlich, unter anderem benutzen Araber verschiedener politischer Ausrichtung (z. B. libanesische, großsyrische, panarabische Nationalisten) die gebräuchlichen Begriffe unterschiedlich, was gelegentlich zur Verwirrung beiträgt, nicht nur bei nichtarabischen Orientalisten. Dieses Problem hängt unter anderem damit zusammen, dass nach dem Zusammenbruch des Osmanischen Reiches im Ersten Weltkrieg aus den osmanischen arabischen Provinzen im Nahen Osten mehrere Nachfolgestaaten in von den französischen und britischen Kolonialherren gezogenen Grenzen entstanden sind. Je nachdem, ob man diese kleinen Einheiten als legitime Einheiten und folglich als eigenständige Nationen betrachtet oder nur als Teil einer umfassenden Einheit, variiert die Verwendung „nationaler“ Begriffe.
Ziel der panarabischen Nationalisten ist die arabische Einheit, siehe arabisches Einheitsstreben und Panarabismus, d. h. die Einheit der Arabisch sprechenden Länder, ohne Rücksicht auf die darin lebenden Bevölkerungen.
Die Begriffsgeschichte von watan und die Abgrenzung gegenüber anderen Begriffen ist daher nicht eindeutig. Watan bezeichnet grundsätzlich ein Vaterland oder eine Nation, in dem verschiedene Gruppen inklusive nationaler oder religiöser Minderheiten zusammenleben. Als Gegenstück hierzu fungiert der Begriff qawm, verstanden in einem nationalistischen Sinne als Gemeinschaft der Araber. Bei kommunistischen und sozialistischen arabischen Parteien, die den arabischen Nationalismus als in der Tendenz rassistisch kritisierten, war daher der Begriff watan üblich, erst seit 1967 wurde auch von ihnen verstärkt die „arabische Einheit“ propagiert, als politischer Zusammenschluss der arabischen Länder. Neben watan und qawm existiert der Begriff umma als Ausdruck der Gemeinschaftsvorstellung. Umma kommt zwar im Koran vor und trägt daher im Grunde eine religiöse Konnotation, wird aber gleichwohl für klein- und großräumige „Nationen“ verwendet, so wird z. B. von der „syrischen“ oder „arabischen“ umma gesprochen. Besonders in Syrien entstand mit der Baath-Partei eine irredentistische Partei, die in Syrien lediglich einen Rumpfstaat sah und nicht nur einen Zusammenschluss mit den Nachbarstaaten, sondern potenziell mit allen arabischen Ländern forderte.
Die erste Hizb al-watani (Vaterlandspartei, manchmal auch als Nationalpartei übersetzt) wurde 1879 bzw. 1908 von Jungägyptern gegründet, 1922 bzw. 1925 entstanden gleichnamige Parteien im Irak und in Syrien (1937 auch in Marokko, 1950 in Jordanien, 1952 im Sudan und 1956 in Kuwait) und anderen Ländern.
Panarabische Nationalisten, z. B. die Baath-Partei, verwenden das Wort qutr, das eigentlich „Region“ oder „Gegend“ bedeutet, für die einzelnen arabischen Länder, was die Integrität der einzelnen Staaten in Frage stellt. So gab es beispielsweise auch nur eine einzige Nationalleitung der Baath-Partei, sie war für das gesamte arabische Vaterland zuständig und befasste sich mit nationalen Belangen. Hingegen beschäftigen sich die zahlreichen Regionalleitungen jeweils nur mit regionalen Angelegenheiten ihrer Länder. Das Adjektiv qutri, das „provinzial“ oder „regional“ bedeutet, steht im Zusammenhang mit jeweils einem bestimmten arabischen Land. Statt al-aqtar al-ʿarabiyya für „die arabischen Länder“ wird al-bilad al-ʿarabiyya verwendet, was als al-buldan al-ʿarabiyya etwa auch „die arabischen Lande“ meint. Das Adjektiv qawmi bedeutet „national“ oder „nationalistisch“. Die Nationalisten verwenden diesen Ausdruck, wenn sie von der Gesamtheit der arabischen Länder sprechen. Antun Saadas 1932 gegründete al-Hizb al-qawmi verstand sich daher als nationalistische, später als soziale nationalistische Partei (fälschlicherweise oft mit Volkspartei übersetzt), meinte jedoch keine allarabische, sondern eine vermeintlich großsyrische Nation. Die harakat al-qaumiyyīn al-ʿarab verstand sich als Bewegung Arabischer Nationalisten.

## Türkisches Vaterland

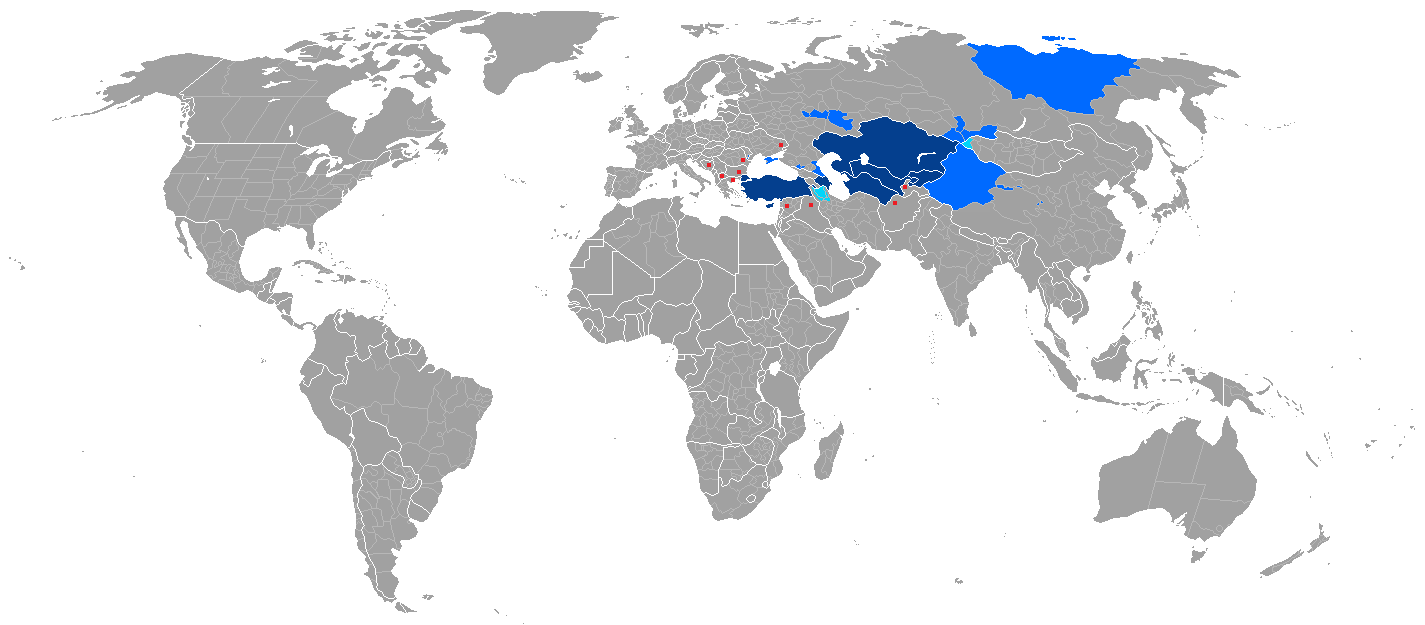
Verbreitung von Turksprachen

Der Begriff watan wird als vatan bzw. vätän/vətən auch in der türkischen Sprache und in den Sprachen anderer Turkvölker verwendet, sowohl für das nationale Vaterland als auch für das gemeinsame utopische Vaterland; siehe Panturkismus.
Er findet Verwendung z. B. im Namen der Vaterlandspartei (Anavatan Partisi, ANAP) der Türkei oder Aserbaidschans. Oft wird der Name als „Mutterlandspartei“ übersetzt, da das Wort aus „ana“ (Mutter oder auch Haupt) und „vatan“ (zu Deutsch Vaterland) gebildet wird. Eine treffende Übersetzung wäre Haupt-Vaterlands-Partei. Auch die stärkste präsidententreue Partei im Parlament der größten Turkrepublik Kasachstan nennt sich Nur Otan (otan regional für vatan) bzw. Republikanische Vaterland-Partei. Im Parlament der Turkrepublik Usbekistan war einst eine kleine Vaterländische Fortschrittspartei vertreten.
Bei den Turkvölkern bezieht sich die Bezeichnung „Vaterland“ eher auf die Mutter, deswegen wird meist die Türkei auch als Anavatan (etwa: Mutterland) bezeichnet.

## Sonstiges
Die ehemalige kommunistische Partei Afghanistans hatte sich vor ihrem Sturz (1992) noch 1988 bzw. 1990 in Hizb-e-Watan, Vaterlands- bzw. Heimatpartei, umbenannt. In mehreren arabischen Ländern sind „al-Watan-Parteien“ aktiv, etwa in Tunesien, Libyen und Ägypten, die während oder nach dem Arabischen Frühling 2011 gegründet wurden.
„al-Watan al-ʿArabi“ ist eine Wochenzeitschrift in arabischer Sprache, die Aktuelles aus Politik und Gesellschaft mit ein wenig Unterhaltung mischt. Sie wird in Paris herausgebracht, ist aber auch in Deutschland abonnierbar. Daneben existieren auch in Saudi-Arabien und in Syrien Zeitungen mit dem Namen „al-Watan“
Als al-Madschlis al-Watani (nur sinngemäß mit Nationalversammlung bzw. Nationale Versammlung übersetzbar, eher Vaterländische Versammlung) wird in mehreren arabischen Einzelstaaten das Landesparlament bezeichnet, eine deutliche Abkehr von staatenübergreifenden bzw. nationalistischen Ansprüchen, siehe Liste der Parlamente.
Die Übersetzung „Nationalversammlung“ passt lediglich auf die türkische Große Nationalversammlung (Türkiye Büyük Millet Meclisi), die den Begriff Vatan (ob nun Mutter- oder Vaterland) nicht verwendet, 1920 aber vor allem deshalb überhaupt erst zusammentrat, um dessen drohende Aufteilung ausdrücklich abzulehnen.
In zahlreichen Nationalhymnen arabischer bzw. mehrheitlich islamischer Länder kommt der Begriff „Watan“ im Titel oder im Liedtext vor, so in den Hymnen Libanons, Sudans und der alten Hymne des Irak, außerdem im Wahlspruch des Königreichs Marokko.
Auch in Indien kam zur Zeit des Unabhängigkeitskampfes der aus dem Arabischen stammende Urdu-Begriff „Watan“ für Vater- oder Mutterland in Mode. Besonders bei den sozialistisch geprägten Anhängern der Kongress-Partei, aber auch der späteren indischen Exilregierung des freien Indien (Azad Hind), die Indien als Staat in der Tradition des Moghul-Reiches sahen und sich für Hindustani (de facto Urdu) als Nationalsprache einsetzten, welches sich vieler Begriffe aus dem Persischen und Arabischen bedient. In Indiens schließlich offiziell verabschiedeter Nationalsprache Hindi heißt „Heimatland“ „Svadesh“ und „Mutterland“ „Matribhumi“.